# Jamaal Avery Jr.
Jamaal Avery Jr., född 16 juli 2009 i Los Angeles, är en amerikansk skådespelare.
Avery Jr. har bland annat medverkat i TV-serien Star Wars: Unga Jedi på äventyr. Han har även medverkat i filmerna Her Only Choice och Purpurfärgen från 2023.

## Filmografi (i urval)
- 2018 – Her Only Choice
- 2023 – Star Wars: Unga Jedi på äventyr (TV-serie)
- 2023 – Purpurfärgen